# Ferien auf Immenhof
Ferien auf Immenhof ist ein deutscher Farbfilm von 1957 von Hermann Leitner. Es ist der dritte Film der Immenhof-Trilogie, die zwischen 1955 und 1957 in die Kinos kam. Voraus gingen ihm die Geschichten über Die Mädels vom Immenhof (1955) und die Hochzeit auf Immenhof (1956). Die Hauptrollen der Schwestern Dick und Dalli sind wiederum mit Angelika Meissner und Heidi Brühl besetzt. Margarete Haagen ist erneut in der Rolle der Oma Jantzen zu sehen und Paul Klinger als Jochen von Roth.

## Handlung
Einige Zeit nachdem der Immenhof wieder im Familienbesitz und zum Ferienhotel umgebaut worden ist, steht die Eröffnung des „Pony-Hotels Immenhof“ an. Oma Jantzen, ihre Enkelinnen Dick und Dalli sowie Jochen von Roth und seine Frau Margot haben das Hotel liebevoll hergerichtet. Hein Daddel trägt die Portiersuniform und der Tierarzt und langjährige Freund des Hauses Dr. Pudlich hat zugestimmt, sich bei Bedarf auch um die Hotelgäste zu kümmern. Auch Cousin Ethelbert, inzwischen der Freund von Dalli, und dessen Freund Ralf Schüller, eng befreundet mit Dick, bringen sich ein. Ralf, der Grafiker ist, hat zudem einen Werbeprospekt fürs Hotel entworfen. Allerdings will sich der erste Gast partout nicht einstellen.
Jochen begibt sich nach Hamburg, um dort Kontakt mit einem großen Reisebüro aufzunehmen. Während seiner Abwesenheit unternehmen Dick, Dalli und ihre Freunde mit ihren Ponys einen Werbefeldzug in Lübeck, ohne Oma Jantzen und Margot davon in Kenntnis zu setzen. Sie verteilen an die begeisterten Menschen dort Ralfs Werbeprospekte, die allerdings von Dalli unter Mithilfe von Ethelbert aufgehübscht worden sind und nun Versprechungen wie Swimmingpool, neuzeitlichen Komfort und dergleichen enthalten, die das Pony-Hotel gar nicht erfüllen kann. Der gut gemeinte Versuch entpuppt sich jedoch als Reinfall, da die wenigen Gäste, die aufgrund des Prospekts anreisen, erst gar nicht bleiben, da sie den versprochenen Komfort nicht vorfinden.
Zu allem Überfluss überwirft sich Jochen auch noch mit Ralf, dem er die Schuld an den Übertreibungen gibt, ohne die Wahrheit zu kennen. Ralf zieht sich daraufhin vom Immenhof zurück, was wiederum schwer für Dick ist, die befürchtet, seine Liebe zu verlieren.
Einzig für den Waisenjungen Fritzchen war der Werbefeldzug ein Glück, da er als Gewinner der Prospekt-Aktion zu einem 14-tägigen kostenlosen Aufenthalt auf den Immenhof gekommen ist. Zwischen dem liebenswerten, hilfsbereiten Jungen und Oma Jantzen entwickelt sich auf Anhieb eine tiefe Beziehung und auch der Rest der Familie schließt Fritzchen ins Herz.
Nach und nach stellen sich dann aber doch die ersten Gäste ein. Da wäre einmal die elegante Gisela, die im Sportwagen anreist, sodann der dicke Herr Ottokar mit seiner Frau Käthe. Ottokar wird von Dr. Pudlich wegen seines maßlosen Appetits immer wieder ermahnt. Des Weiteren die Malerin Ottilie Nadler, die jeden, der in ihre Nähe kommt, porträtieren will. Aber auch ein ganz besonderer Gast reist an, Dr. Weskamp, der einflussreiche Direktor des Hamburger Reisebüros, bei dem Jochen vorstellig war. Er bringt jedoch alle zur Verzweiflung, da er einzig am Angeln interessiert ist und jedes Gespräch unterbindet, das nicht mit diesem Thema zu tun hat.
Dick muss die Erfahrung machen, dass Ralf ausnehmend oft mit der hübschen Gisela zusammen ist, während Oma Jantzen darüber fast krank wird, dass mit Weskamp so gar nicht zu reden ist. Das wiederum ruft Fritzchen auf den Plan, der Oma Jantzen in seiner kindlichen Art helfen will. Als Henriette Jantzens Geburtstag ansteht, erhält sie von allen Seiten Glückwünsche, aber von Dr. Weskamp auch das, was sie sich so sehr ersehnt hat – einen langjährigen Vertrag. Die Überraschung steht der alten Dame ins Gesicht geschrieben, da sie ebenso wie Jochen der Meinung war, Weskamp habe kein Interesse am Hotelbetrieb, da er nur mit seiner Angelei beschäftigt war. Doch nun klärt er die Anwesenden auf, dass seine Sekretärin Gisela sich gründlich für ihn umgeschaut habe und er bestens informiert sei. Nun wird auch klar, dass Ralf und Gisela ausschließlich aus beruflichen Gründen die Köpfe zusammengesteckt hatten; Ralf soll nämlich die künstlerische Leitung der Werbeabteilung des Reisebüros übernehmen. Eine Überraschung erlebt auch Dr. Pudlich, als er von Herrn Ottokar beim Abschied eine Einladung erhält, nach der Adresse fragt und zur Antwort bekommt: „Medizinalrat Prof. Dr. Heinzelmann, Chefarzt der Universitätsklinik in Heidelberg“.
Und Weskamp hat nicht zu viel versprochen: Von nun an kann man sich vor Gästen kaum noch retten. Wer seine Ferien auf Immenhof verbringen will, muss sich rechtzeitig anmelden, da die Zimmer anderenfalls schon vergeben sind.

## Produktion, Veröffentlichung
Produziert wurde der Film von der Arca-Filmproduktion GmbH (Berlin), Erstverleiher war die Neue Filmverleih GmbH (München). Die Dreharbeiten fanden wiederum in der Holsteinischen Schweiz statt, im Gut Rothensande und dem Forsthaus Dodau bei Malente sowie in Lübeck und im Arca-Filmstudio in Berlin. Die Filmbauten lagen in den Händen von Gabriel Pellon und Hans Auffenberg. Die Herstellungsleitung lag bei Carola Bornée. Die Liedertexte stammen von Trude Hofmeister.
Die Uraufführung des Films erfolgte am 3. September 1957 im Aegi in Hannover, nachdem der Film in einer FSK-Prüfung am 27. August 1957, Nummer 15120, ab 6 Jahren freigegeben worden war mit der Auflage „nicht feiertagsfrei“. Der Film wurde zudem 1959 in den USA veröffentlicht und unter dem Titel As Raparigas de Immenhof in Portugal.

## Medien
Der Film ist sowohl einzeln (Anbieter Madison Home Video, Erscheinungstermin 27. März 2002) als auch in einem Gesamtpaket auf DVD erschienen; Anbieter des Gesamtpakets ist einmal WME Home Entertainment, Erscheinungstermin 30. Juni 2014, zum anderen in einer digital restaurierten Fassung die Universum Film GmbH, Erscheinungstermin 24. Juni 2016.
Soundtrack Für immer Immenhof, darunter die Titel: Dideldum, Didelda, Trippel Trappel, Trippel Trappel Pony! Meine Wiege steht im Westen, Im Pony-Hotel und das Pony Lied. Spieldauer 73:12 Minuten, Label: Bear Family.

## Kritik
„Die Entwicklung des Gestüts nach der Eröffnung eines Ponyhotels. Betont harmlose Familienunterhaltung.“ – Lexikon des internationalen Films
Fortsetzung der Immenhof-Filme. Unterhaltungsfilm ohne neue Einfälle und daher recht langweilig. Nicht zu empfehlen. – Evangelischer Filmbeobachter
Für Kino.de war der dritte Film der Reihe „gewohnt harmonisch“. Weiter hieß es: „Auch wenn die vorhersehbare Story nur seicht vor sich hin plätschert, bietet der Ponyfilm von Regisseur Hermann Leitner mit seinen sympathischen Schauspielern, allen voran Angelika Meissner und Heidi Brühl, jugendfreie Unterhaltung für die ganze Familie, bleibt dabei allerdings hinter seinen beiden Vorgängern zurück.“